# 竹下登
竹下 登（たけした のぼる、1924年〈大正13年〉2月26日 - 2000年〈平成12年〉6月19日）は、日本の政治家。位階は正二位。勲等は大勲位。内閣総理大臣（第74代）、大蔵大臣（第84・86・87・90代）、建設大臣（第38代）、内閣官房長官（第35・38代）、内閣官房副長官（第1次佐藤内閣・第1次佐藤第1次改造内閣）、通商産業政務次官（第3次池田内閣）、衆議院予算委員長、衆議院議員（14期）、島根県議会議員（2期）、自由民主党総裁（第12代）、同幹事長、同幹事長代理、同青年局長を歴任した。異母弟は、自身の秘書を経て復興大臣、自由民主党総務会長、平成研究会会長、衆議院議員などを務めた竹下亘。

## 概説
自由民主党の最大派閥であった経世会の創設者。大蔵大臣を4期務め、金融引締め、円高推進、対米輸出削減、対米輸入増加、対米投資を進める歴史的な合意であるプラザ合意を結び、総理大臣就任後は消費税を導入。日本の内需縮小へ舵を切った。他にふるさと創生1億円なども行った。
リクルート事件により総辞職。その後も政界に大きな影響力を誇り、「経世会支配」の時代を築いた。昭和最後の内閣総理大臣であり、平成改元の際の内閣総理大臣でもある。

## 生涯

### 生い立ち
島根県飯石郡掛合村（現・雲南市）に父・竹下勇造、母・唯子の長男として生まれた。竹下家は300年続く旧家で、江戸時代には庄屋を務め、幕末の1866年から代々造り酒屋を営んできた。登は竹下家12代当主である。父・勇造、祖父・儀造も地域の名望家として活動しており、登も中学生のころから政治家になることを決意していた。
1941年（昭和16年）に旧制島根県立松江中学校（現島根県立松江北高等学校）を卒業後、旧制松江高等学校を二度受験するも不合格となり、第一早稲田高等学院に入学。その直前の1944年3月、素封家の娘・竹内政江と学生結婚をする。2人は北区滝野川で新婚生活を過ごすが、8月に登は陸軍に入営し、政江は掛合の実家に帰郷した。
竹下は特別操縦見習士官の第四期生に志願し、飛行第244戦隊に入隊した。同期からは南方の激戦地に配備される者もいたが、竹下は軽井沢、野辺山、伊奈を経て1945年4月に立川の少年飛行兵学校へ配属。少年飛行兵の地上訓練教官となるための基礎教練を受けて、7月1日付で大津へ派遣され、同地で終戦を迎えた。
一方、1945年3月24日には実母・唯子が41歳で京都の病院で死去。妻を失った勇造は、東京から戻ってきていた政江に何かと干渉するようになり、政江はノイローゼになる。店の番頭の勧めで立川の登の下へ向かったが、登は「お前の方に問題がある」と一方的に叱責、政江の苦悩に取り合うことはなかった。5月24日、政江は竹下家の自室で首吊り自殺を遂げる。死亡診断書では「病死」として処理された。
終戦後、登は大津で事務処理を終えて、8月末に帰郷。帰郷後、勇造との間で言い争いが絶えることはなかった。しかしその感情のままに家を飛び出すことはなく、表立っては普通の親子関係を保ち続けた。1946年（昭和21年）1月、遠縁の遠藤家から直子を後妻に迎える。ほどなくして直子は第一子を生むが、結婚からわずか4か月での出産で、登の実子としては計算が合わないことから「実は勇造の子ではないのか」と噂された。ほどなくして竹下は単身東京に戻り、早大に復学する。
早大在学中、竹下は雑司ヶ谷のアパート「長内荘」に住んでおり、仲間を集めては政治談議に興じていた。同じアパートを日本進歩党の新人代議士小川半次が東京の宿舎にしており、竹下は小川に国政の話を聞き、その他郷里の代議士を訪ねたり、国会傍聴にも足を運ぶなどしていた。1947年9月に繰り上げで早大を卒業（商学士）。卒業後は東京で新聞記者となるつもりだったが、小川に「政治家を目指すなら、郷里の青年をまとめることだ」とアドバイスされ、掛合へ戻った。
大学在学中、掛合村の農地委員に立候補し当選。地主の生まれでありながら、戦後の農地解放に率先して取り組んだ。

### 帰郷・県議として
帰郷後は農地委員としての活動の伝手で青年団を組織、活動を始めるが、当時青年団の活動は夕方から始まるものであり、昼間ブラブラしているのは世間体が悪い、ということで1947年（昭和22年）12月より地元掛合中学校の代用教員（英語科）となる。しかし教育活動は熱心でなく、英語の授業としてはローマ字を教えたくらいで、軍隊時代の話などを面白おかしく話すことがメインであった。生徒も年の近い竹下を「心やすい、気さくなお兄さん」として接していた。メインの活動は青年団活動で、活動の企画を全て立案した。青年団として、小学校の講堂を借りての模擬国会、秋の収穫祭の際ののど自慢大会などを熱心に行った。1949年には飯石郡青年団長に選ばれる。
のちに竹下の側近として活躍した野中広務とは既にこの時代に知り合っている（野中と時間を打ち合わせして同じ山陰本線の夜行列車で上京したこともある。また野中の妻は竹下の掛合中学校の代用教員時代の教え子の一人である）。ほかにも鳥取県の野坂浩賢や千葉県の浜田幸一とも青年団活動を通じて親しくなり、国会活動の際には党派をこえた友情関係があったとされる。
1951年、第2回統一地方選挙において、竹下は県議選出馬を表明する。当時出雲の政治・経済を仕切っていたのは山林大地主の田部長右衛門で、竹下家は代々田部家の中番頭をつとめていた。勇造の根回しにより田部は登の政界進出に協力する考えであったが、この時飯石郡区には田部直系の勝部幸一（勝部領樹の父）が現職で立っており、田部は「あと1期待て」と説得。しかし竹下は頑として聞き入れずに頼み倒し、半ば強引に立候補に踏み切る。落選すればその時点で政治生命が断たれる状態であったため、選挙資金を酒造の金庫から大量に持ち出してつぎ込み、身代をつぶしてでも大規模な遊説を展開する。必死の選挙戦の結果は、トップ当選であった。勝部はもう一人の新人候補に競り負けて落選、政界を引退する。
竹下は県議を2期務めたが、通常の政治家のように、県議としての実績を背景に国政へと進む、という路線はとらず、政治状況を判断しての最短ルートを選択した。まず、出馬にあたって逆らった田部との関係を修復すべく、自民党の県支部の活動においては、県連会長の田部に親身になって世話をし、再び取り入った。また、県職員の名簿を手に入れて係長以上の名前を憶え、庁舎内を歩き回っては係長と話をした。ほとんどの議員は議員控室に課長を呼び付ける中で、自ら出向いてくる竹下は職員の間でも評判が良かった。この評判は、選挙民からの陳情を処理するのに役に立った。また、自身に回ってきた役職も、同僚議員に回すことで貸しをつくった。結局、本会議の質問を行ったのは1期目の3回のみで、2期目になると定例会議の大半を欠席していた。

### 国政へ進出
当時の島根の国政では、1955年の第27回衆議院議員総選挙で落選した高橋円三郎が捲土重来を期していたが、竹下は高橋の秘書を務めていた義兄から、高橋の体調が思わしくないとの情報を得る。竹下はこの情報を得ると高橋の地盤を継承するべく動き、1956年に高橋が没した時には、他の有力候補を押しのけて、竹下が後継の地位を手に入れる。竹下は県議を辞任し、1958年5月、第28回衆議院議員総選挙に島根県全県区から立候補。田部がバックアップする現職の大橋武夫と票を奪いあうが、大橋を大きく上回る票を獲得し、トップで初当選を果たす（大橋は2位当選）。しかし選挙後に公職選挙法違反で24名の逮捕者が出て、支援や裁判対策、家族の世話などに追われた。その後も衆議院議員総選挙で、連続14回当選した（最後の選挙区は小選挙区制になっての初の選挙で島根2区から出馬）。
また、初当選時に選挙違反で非常に苦労した教訓から、金銭関係の危機管理を徹底して、事務所の運営は秘書の青木伊平に一任した。青木は竹下が言質をとられないように立ち回りつつ政治資金を調達、分配し、この分配をもって後に竹下が政界全体を支配するに至る。
自民党内では、田部が戦前に佐藤栄作と親しかった縁で、佐藤派に所属。師とあおいだ佐藤と、佐藤派五奉行の1人で早大雄弁会の先輩でもある橋本登美三郎の寵愛をうける。1964年（昭和39年）11月に佐藤内閣が誕生すると、内閣官房長官に就任した橋本の推薦で内閣官房副長官となり、次代をになうニューリーダーとして次第に頭角をあらわす。
また、長女・一子が金丸信の長男・康信に嫁ぎ、金丸信との盟友関係はより一層強固なものとなった。この結婚は佐藤栄作の妻・寛子のすすめによるという。
1971年（昭和46年）7月、47歳で第3次佐藤内閣の内閣官房長官として初入閣し、佐藤退陣まで務める。党内では佐藤派からの田中派の独立に参加し、後輩議員の世話に尽力して派内の地歩を築いてゆく。田中内閣の末期でも一月ほど内閣官房長官を務める。その後も三木内閣で建設大臣、第2次大平内閣で大蔵大臣を歴任した。中曽根内閣では4期連続で大蔵大臣に就任。在任中は1985年（昭和60年）にバブル景気のきっかけとなる先進5カ国の「プラザ合意」に参加するなどした。

### 新派閥経世会の誕生とプラザ合意
1985年（昭和60年）2月、派閥領袖の元首相・田中角栄に反旗をひるがえすかたちで、金丸らの協力を得て田中派内に勉強会「創政会」を結成。当初はなかなか煮え切らない竹下の態度を周囲は心配したが、田中との会談中「俺がもう一回やってからお前がやれ」との発言に決意を固めたといわれている。反田中派の動きに激昂した田中の猛烈な切り崩しに遭うも、田中はそのさなかに脳梗塞で倒れる。
やがて田中派内部は派閥会長の二階堂進派と創政会派、そして派内融和の中間派の三つにわかれる。その後、二階堂と竹下はしのぎを削るが二階堂は高齢で資金力が乏しく、また田中の威光が弱まった結果、中間派を取り込んだ竹下は1987年（昭和62年）7月、「経世会」（竹下派）として正式に独立。竹下派には田中派141人のうちの118人が参加し党内最大派閥の領袖となった。田中の意に反した竹下派への参加を潔しとしない田中派メンバーは徹底的に追い詰められ、田中派会長の二階堂を中心とする少人数のグループ（二階堂グループ）へと転落した。
このときのメンバーだった橋本龍太郎、小渕恵三、梶山静六、小沢一郎、羽田孜、そして田中側近の小沢辰男に近いことから当初参加せず後から参加した奥田敬和、口が軽いとみられ早稲田の後輩ながら誘われなかった渡部恒三は後に竹下派七奉行と呼ばれた。後の幹部に野中広務、綿貫民輔、村岡兼造らがいた。また、のちに民主党代表となる鳩山由紀夫、岡田克也も若手として所属していた。
このころ新人代議士となった武村正義・石破茂は田中派新人候補として衆院選出馬を希望したが滋賀県全県区山下元利・鳥取県全県区平林鴻三がそれぞれの選挙区で田中派現職だったため、田中角栄の指示で、武村には安倍派会長安倍晋太郎を、石破には中曽根派幹部渡辺美智雄を紹介し国政進出のチャンスを与えた。
1985年（昭和60年）、大蔵大臣を務めていた竹下はアメリカからの、日本の対米貿易黒字を縮小させる要請を受け入れ、円高の推進と輸出の削減、輸入の増加と対米投資を進める歴史的な合意を結ぶ（プラザ合意）。この合意にはアメリカ、ドイツ、イギリス、フランス、日本からそれぞれ財務大臣が出席した。この合意を契機に、日本はバブル景気、バブル崩壊、そして失われた30年と続く、長期的な経済低迷の泥沼の中へ進むこととなった。

### 内閣総理大臣

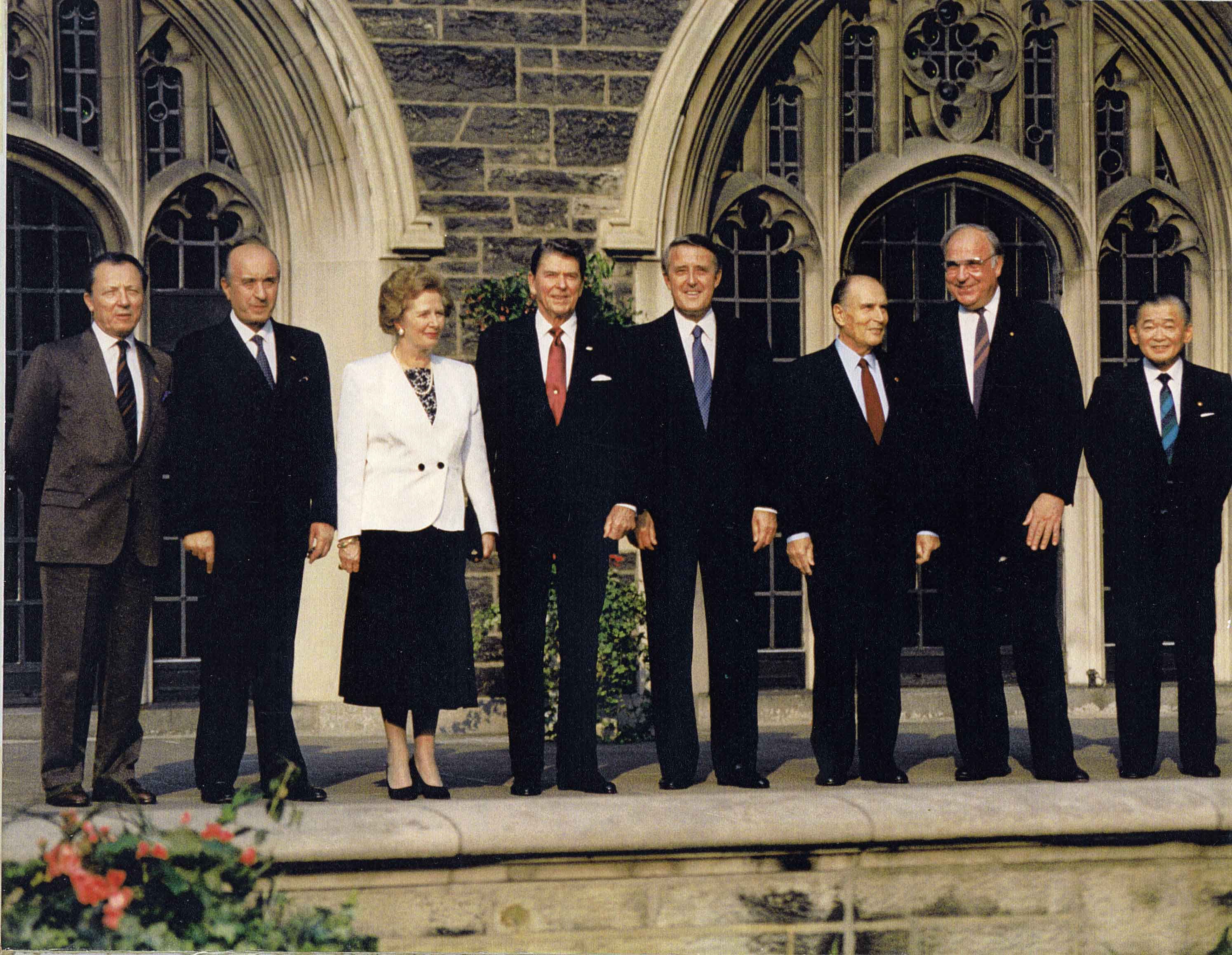
1988年、トロントサミットに出席

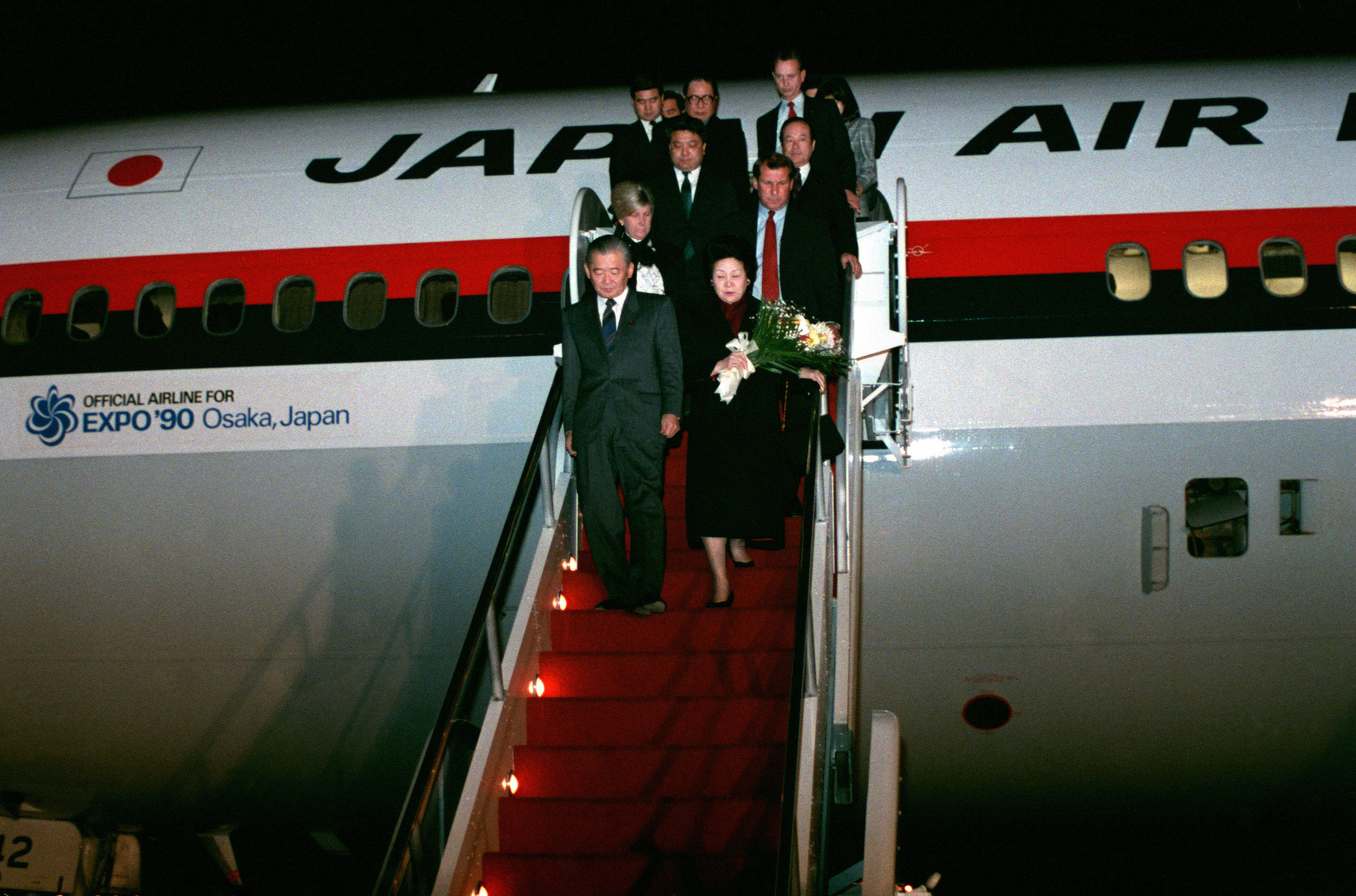
訪米時に特別機としてチャーターされた日本航空のマクドネル・ダグラス DC-10型機からおりる竹下と妻・直子

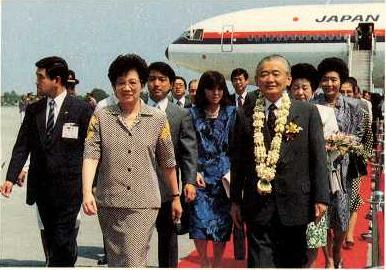
フィリピン大統領コラソン・アキノと（1989年5月）

経世会を結成した1987年（昭和62年）の11月に、中曽根康弘首相の裁定により安倍晋太郎、宮澤喜一の2人をおさえ第12代自由民主党総裁、第74代内閣総理大臣に就任。首相としては初の県議会議員出身者で、同時に初の自民党生え抜き（初当選は保守合同後初の総選挙：1958年5月）であった。また竹下は昭和最後の総理大臣・平成最初の総理大臣でもあった。
激しい党内抗争を間近で見てきた経験から、政権発足にあたって「総主流派体制」を標榜、総裁選を争った安倍を幹事長、宮澤を副総理・蔵相に起用するなど各派閥から比較的均等に人材を起用。加えて自派の強固な支えもあって盤石な政権基盤を持つと考えられた竹下内閣は、長期政権になるとの見方が一般的だった。政権のスローガンは気配り調整であった。
おもな施策では、全国の市町村に対し1988年（昭和63年）から1989年（平成元年）にかけて地方交付税として一律1億円を支給するふるさと創生事業を実施。また、野党や世論に強硬な反対意見が多かった税制改革関連法案を強行採決で可決し、日本初の付加価値税である消費税を導入。日米貿易摩擦の懸案の一つだった牛肉・オレンジについて、日米間の協議で輸入自由化することで合意の3点があげられる。
消費税導入前夜、竹下は、親交のあった西部邁に会い、「竹下さんは地獄を見た方だから、消費税導入はできる。むしろ彼でなければできないでしょう」「腹をくくれ」と迫られ、「くくった」と呼応していた。
消費税導入と前後して、1988年（昭和63年）に発覚したリクルート事件で竹下自身の疑惑も浮上し、内閣支持率は軒並み10%を割り込んだ。財界も石原俊（経済同友会代表幹事、日産自動車会長）らが公然と竹下の退陣を迫るなか、1989年4月22日、竹下が公表していなかったリクルート社からの借入金の存在がスクープされると進退が窮まり、4月25日に内閣総辞職を表明。翌26日、秘書で竹下の金庫番といわれた青木伊平が自殺している。内閣総辞職直前には、竹下登邸周辺でデモ活動も起きた。
6月3日に内閣総辞職に追い込まれた。なお、現職内閣総理大臣として、靖国神社に参拝しなかったのは、石橋湛山以来だった。

### 総理大臣退任後
首相辞職後も表向きは「玉拾いに徹する。」と言いつつも、宇野宗佑、海部俊樹、宮澤喜一という歴代の内閣誕生に関与し、ポスト海部では自身の再登板も取り沙汰されるなど、政権に強い影響力を持っていた。しかし、1992年（平成4年）に東京佐川急便事件が発覚。1987年（昭和62年）の総裁指名に関連したほめ殺しで知られる皇民党事件が報道されるなど、ますます政界不信が高まり自民党支持が減る原因となった。
1992年（平成4年）10月、東京佐川急便からの5億円闇献金事件の責任を負って金丸信が議員辞職、竹下派会長辞任に追いこまれると、後継会長に小渕恵三を推す派閥オーナーの竹下と、羽田孜を推す会長代行の小沢一郎の主導権争いは激しくなった。竹下は中立を守っていた参議院竹下派に対する多数派工作などを行い、小渕を強引な形で後継会長に据えた。これに反発した小沢、羽田らが新派閥・改革フォーラム21を結成、竹下派は分裂した。竹下は国会で皇民党事件に関して証人喚問を受けた。折から政治不信が高まり、政治改革関連法案の成立が急務となったが、1993年（平成5年）の通常国会での成立が困難となり、小沢・羽田派は会期末の6月に宮沢改造内閣に対する不信任案に賛成し自民党から離脱、新生党を結成した（党首は羽田孜）。そして同年7月18日の総選挙で自民党は過半数割れし、新生党、社会党、日本新党など非自民8党連立による細川内閣が誕生。竹下はこの選挙で自民党公認が得られず無所属で立候補したが、堺屋太一による激励の手紙をばらまくなど激しい選挙戦を展開し、1位で13回目の当選を果たした。
自民党は1994年（平成6年）の社会党との連立による村山内閣発足を機に政権に復帰。村山内閣誕生に竹下も深く関与したことから再び隠然たる影響力を持つようになり、村山内閣後は竹下派出身者による橋本内閣、小渕内閣を実現させた。
1999年（平成11年）4月5日、変形性脊椎症のため北里研究所病院に入院。以後、表舞台に出ることは少なくなった。代わって、竹下と同じ島根県出身で「竹下の黒子」といわれていた参議院議員・青木幹雄が政界の実力者として取り上げられることが多くなった。容態は次第に悪化し、4月に小渕が倒れたとの一報を聞いたことも手伝い、引退を決意する。2000年（平成12年）5月1日、病床で録音した竹下の引退宣言のテープを、当時の小渕派の最高幹部たちが本人不在のなかで記者会見において発表した。そこで次回の衆議院議員選挙に立候補しないことを表明し、政界からの引退を宣言した。引退表明後は議員でなくなったことで気力が失われたのか急激に弱っていったという。
第42回総選挙期間中の2000年（平成12年）6月19日、北里研究所病院にて膵臓癌、発表では変形性脊椎症による呼吸不全のため死去。76歳没。6月21日に築地本願寺にて密葬が行われた。法名は顕政院釋登涯。選挙区地盤を譲られた異母弟の竹下亘は錦織淳（民主党）らを退け当選している。なお、葬儀は島根県掛合町（当時）・自民党島根県連・竹下家合同葬で執り行われた。
竹下を偲び、生前交流があった関係者の好意、浄財によって、7回忌に当たる2006年（平成18年）5月、竹下登記念館が建てられた。また道の駅掛合の里には顕彰像が建立されている。

## 人物

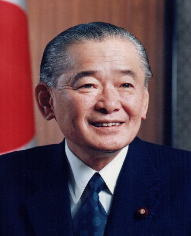
内閣総理大臣に就任したころの肖像写真

- 「登」の名の由来は、選挙で投票してもらうときに高齢者にも覚えてもらいやすく、書き間違いをしない漢字を考えて、とのこと。また、「底辺から這い上がっていく」という意味もあった[34]。
- 戦時中、政江の言い分を聞かずに一方的に叱責して自殺に追い込んでからは、表立っては人に対して怒りをあらわにすることはなくなった。親しい後援者には、「自分が我慢すれば済むことなら、我慢しようとおもうようになった」という[35]。また、「石橋どころか二重橋でも叩いて渡る」といわれたほどの異常な慎重さでも知られる。青木伊平の自殺も自分が処理をしくじり総理をフイにさせたことよりも、普段怒らない竹下の怒りにショックを受けたのが原因とする説を岩瀬達哉は説いている。
- 若いころは剛直な性格で、軍事教練と早慶戦との日程が重なった時には教官に日程の変更を申し出て、教官の鉄拳制裁にも食い下がって変更を認めさせた。また、山手空襲の際には防空壕に入らずに「○○の方向から、敵機何機」と大声で叫び続けていた。戦後に"激しさ"を殺すようになってからも、政治目標のための周到な準備と計画性を徹底させるようになる[36]。
- その影響力から、島根県を「竹下王国」と揶揄（やゆ）されることがある。竹下本人の死後は青木幹雄にちなんで「青木王国」とも。小沢一郎の地元である岩手県が、いわゆる「小沢王国」と呼ばれるのも、これに関連する。竹下の総理就任後、島根県が長らく全国トップとなった1人当たりの公共投資が竹下王国を支えていた[37]。2007年（平成19年）の第21回参議院議員通常選挙で、景山俊太郎が落選したことにより、自民党がすべて占めていた島根県の衆参の議席の一角が崩れることになった。衆議院では、王国が続いていたが、2024年4月に行われた、島根県第1区補欠選挙で、細田博之の後継候補が落選し、衆議院の議席でも自民党独占が崩れることになった。
- 口癖は「〜だわな」。これは出身地の方言（出雲弁）の影響である。
- 書道を趣味とした。
- 血液型はB型。

## 対人関係
- 佐藤栄作には初当選時政治資金を盛んに借用するなど世話になっており、佐藤の没後、税金対策として佐藤邸を借りて住んでいた[38]。
- 「気配り・目配り・金配りで総理になった」といわれる人間関係の達人であり、与野党・財界・官界に幅広い人脈を持ち、どこにも敵をつくらない人物だった。他派閥の中曽根康弘によく仕え、首相時代はライバル派閥の安倍晋太郎と盟友関係を築いた。他に宇野宗佑、海部俊樹、藤波孝生、河野洋平、三塚博、森喜朗、武村正義、他党では村山富市、山口鶴男、矢野絢也、塚本三郎などと交流があった。公明党が衆議院に初進出した際には、挨拶回りに来た矢野と竹入義勝に院内を案内して控室割り当ての仕組みなどをレクチャーしている[39]。「反経世会」を掲げた小泉純一郎とも大蔵大臣-大蔵政務次官としてコンビを組んだ間柄であり、悪い関係ではなかった。
- 早稲田大学のOB親睦会である稲龍会の名誉会長であり、母校を通じた人脈も重要だった。岡田克也の政界入りの契機となったのは、竹下が早大の後輩として親しかった岡田元也に声をかけたことである。
- 創政会結成後も二階堂進との私的な関係は悪くなかった。当時大蔵大臣の竹下が、二階堂の孫娘に500円の記念硬貨を十枚ほどプレゼントしたこともあった[40][注釈 2]。
- 自社さ連立政権で行政要職経験もないまま突然内閣総理大臣の職に就いた村山富市は、同い年の竹下が党派を超えて「良き相談相手」だったと語っている[41] （竹下は1924年（大正13年）2月26日生まれ、村山は同年3月3日生まれと1週間しか誕生日が離れていない）。竹下もまた、武村正義を交えて為替問題など村山に初歩から教えたことを述懐している[42]。
- 与謝野馨は「竹下さんは「ポスト小渕候補が加藤紘一だけじゃ寂しいわな」と私の顔をじっと見るんですよ。おまえもしっかりその日に備えておけ、と聞こえました。99年に入院された後も何度も携帯電話に連絡をいただきました。」と述べ、与謝野は1998年の総裁選は梶山静六を応援したが、竹下の後押しで小渕内閣で通商産業大臣で入閣している[43]。
- 亀井静香は「気配りの人だった。派閥は違えど選挙区が広島と島根で中国山地を挟んで背中合わせだった。選挙資金として毎年300万円くれた。」と述べている[44]。

## エピソード

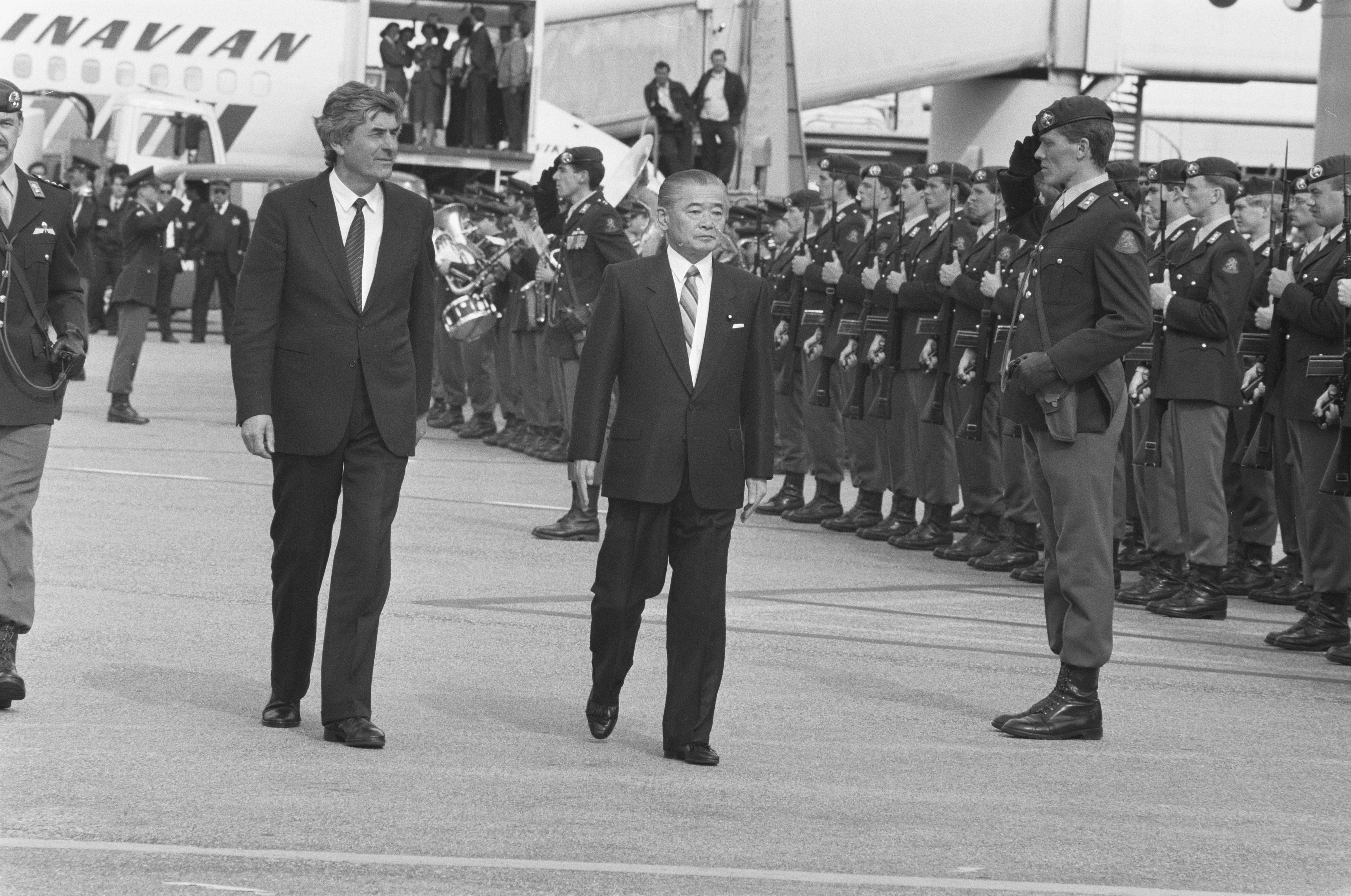
1988年、オランダ首相ルード・ルベルス（左）と

- 早大に復学した当時、世間では食糧難でありながらも家業の影響から米や酒の仕送りは途絶えることがなかったため、アパートに中学時代からの仲間を呼んで食わせていた。仲間内では誰ともなくアパートを「雑司ヶ谷役場」と呼ぶようになり、竹下はそこの「村長」であった[45]。
- 県議時期、選挙に大金を投じたために竹下家の金庫は空になり、またポストを同僚に譲ることにより政治献金という短期の利益に与れなかった。更に家業の酒屋は日本酒の市場自体が縮小しており右肩下がりの状態であったため、竹下は県議会終了後、夫人の直子とともにパチンコ屋で生活費を稼いでいた。店員からも当たりやすい台を教えてもらい、またあたり玉の一部を次回の元手に持ち帰ったので、実質元手なしで稼ぐことができた。また、夜には仲間の県議とともに賭け麻雀を行った。竹下と直子は相手の目を盗んでこっそりと八百長を行い、常勝であった[46]。
- 国会答弁などでは、はきはきと発言するが文章全体の意味がつかめないという、「言語明瞭・意味不明瞭」と言われた竹下語を駆使し、野党に言質をあたえることがなかった。竹下の秘書出身で、のちに参議院のドンとよばれた青木幹雄にもこの傾向があったとされる。
- 宮澤喜一は竹下に対して「あなたの頃の早稲田は無試験だったんですってねえ」などと言い放ち、これに対し温厚な竹下も「あれだけは許せない」と怒っていたという。もっとも、その話を聞いた佐々淳行が、「早大商学部でも、なんか試験はあったんでしょう？」と尋ねたところ、竹下は「それがね、無試験だったんだよ」と答えた[47]。
- 清和会に所属していた作家石原慎太郎（竹下内閣で運輸大臣）も、（回顧録ほかの）独自の文章表現で、竹下を政治的な天才と評している。なお石原は宮澤をもっとも毛嫌いしていた。
- 1977年（昭和52年）8月、田中内閣退陣後、ソニー会長盛田昭夫の斡旋で、ニューリーダー世代の政治家と財界関係者による懇話会「自由社会研究会」が発足して竹下も参加した。田中角栄はこれを世代交代の動きであると警戒し、これ以降「なんだかんだ言われるようになった」という[48]。
- 1988年（昭和63年）、消費税導入が可決されるとリクルート事件の影響もあって国民から厳しい批判を浴び、内閣支持率は史上最低に落ち込んだ。しかし竹下は「消費税を導入したことは後世の歴史家が評価してくれる」と語った。竹下内閣の最大の成果は大平、中曽根両内閣が実現できなかった消費税導入を実現したこととする一方で、竹下自身については退任後に真価を発揮したとする見方が一般的となっている。
- 政界での地位が安定してきた佐藤政権時代以降、ズンドコ節の替え歌を作り「講和の条約吉田で暮れて 日ソ協定鳩山さんで 今じゃ佐藤で沖縄返還 10年たったら竹下さんトコズンドコ ズンドコ」と宴席で歌っていた。田中政権になると佐藤の部分が「今じゃ角さんで列島の改造だ」などと変わったが、最後は変わらず「10年たったら竹下さん」だった[49]。しかし田中が退陣後に首相復帰をもくろみ竹下との世代交代を警戒するようになると自重し歌わなくなった[注釈 3]。
- 経世会の議員は中選挙区時代に自民党同士の争いになった場合でも落選することが少なかった。「選挙上手」が多いことで知られていたが、これは竹下の選挙戦略を用いていたため、といわれる。竹下自身「私の専門は選挙学」と言い、周囲から「選挙の神様」と呼ばれていた。
- 総理就任後、2週間も経たないうちに首相官邸にて右翼団体幹部と面会し、一部からはその見識を問う声が上がった。
- 長年田中派の後継者と見られていながら、頭をおさえられ耐え忍んでいたため、当時NHKで放送されていたドラマになぞらえておしんと呼ばれていたこともあった。
- 孫の影木栄貴、DAIGOや妻の直子によると、総理に就任し帰宅した時の一声は「アイムソーリ、ボクソーリ」で、この台詞がお気に入りだったという[注釈 4]。
- 竹下内閣が消費税を導入した際、DAIGOは張本人の孫という事で学校などでは随分と責められたと言い（本人曰く「超バッシングされた」）、教師からも「お前のじいさんがあんな下らん税を導入しやがって！」となじられたという。なお、トークでこのエピソードを披露する際は、祖父の内閣支持率最低記録「8%」と引っ掛け、「俺の学校での支持率も低下した」と回想する。
- ジャーナリストの後藤謙次によれば、孫のDAIGOが髪を青く染めたとき、竹下は「おい後藤、ロックってのは髪を青くしなきゃできないのか」とたずねたという。
- リクルート事件もあって首相在任中は週刊誌を中心に金権政治批判を受けていたが、週刊誌を告訴するよう迫った側近に対し、「権力者というものはそういうことをすべきではない」とたしなめた。
- 死後、元韓国大統領・金泳三が早稲田大学で行った講演の中で、日韓共催サッカーW杯の発案者が竹下であることを明らかにした。
- 竹下は国会日程、外交日程、皇室行事その他各種政治イベントの日程や政局のキーマンの選挙区事情から政治資金の出所まで細かく把握し、有利な政治日程をつくることに長けていた。自民党内の権力闘争が激化するなど政局含みの情勢になって政治日程が読みにくくなっても、竹下の周辺から今後の政治日程に関する「竹下カレンダー」なるものが政界やメディアに流れ、その見通しはほとんど狂わなかった。竹下の記憶力はエリート官僚たちも舌を巻くほどで、各省庁の局長以上の経歴や、衆参両院の議員の経歴・選挙区・得票数・当選回数も諳んじることができた[47]。
- 「平成」の元号を公式発表した際に使用された平成の文字を墨書した半紙を記念品として所蔵しており、20世紀末年になってバラエティ番組で所有の事実を公表した。番組への出演はせず、会場とは電話でのやりとりをしたのみであった。電話応対の声は年齢を感じさせぬほど大きく、現役当時と変わらず言語明瞭であった、その後、ふたたびバラエティ番組で映像で映された。この平成と書かれた半紙は、孫のDAIGOが「うたばん」や「めちゃ×2イケてるッ!」などに出演した際に持ち込んでいる。「うたばん」で鑑定士にみてもらった際には「価値が高すぎ鑑定できない」といわれた。なお、この半紙は後に国立公文書館に寄贈されている。
- 昭和から平成になったときの首相であることは有名だが、大正から昭和になったときの首相、若槻禮次郎も島根県出身である。
- 昭和天皇が1988年（昭和63年）9月19日に吐血し、崩御するまでの最後の3ヶ月の間、竹下は好きなゴルフを断ち、いつでも緊急事態に対応できるようにと皇居から30分以内の場所にしか外出しなかった[51]。崩御当日は早朝に宮内庁から連絡を受けて世田谷区の私邸から皇居に向かい、皇太子（現：上皇明仁）夫妻、常陸宮夫妻とともに昭和天皇の最期に立ち会っている。
- 1992年の参院選の応援演説で、オゾン層破壊に伴う皮膚がん増加に関して、「皮膚ガンは白人の方ですよ。クロや、われわれマダラには出ていない」と述べ、直後に「マダラじゃなくて真ん中」と訂正した。この件については後に陳謝している[52]。
- 孫の影木栄貴いわく「政治オタク」で、孫たちにも何かにつけ長々と政治や行政の話をして聞かせていた。最後の入院生活において、容態が徐々に悪化していくなかでも、税制や選挙の話を喋り続け、亡くなる当日もベッドの上で新聞を精読していた程だったという[53]。
- 毎年娘たちとその家族を富士の裾野に持っていた（山梨県）別荘に呼び寄せて過ごし、長いときには1ヶ月近く孫たちを滞在させていた。孫たちには「周りの人にいつも感謝しなきゃいかん」が口癖だったという[53]。この別荘には安倍晋三らも訪れたことがある。竹下の出世に伴い警備が厳しくなり孫たちも思うように別荘の周辺で遊べなくなったため、孫の1人である影木栄貴は当時日記でぼやいていたという[54]。
- 麻雀を趣味のひとつとし、自宅には麻雀ルームがあった。政界の著名人を集め、よく打っていたようである。妻と一緒に麻雀を打っていた際、妻が天和を出し、記念に皆で色紙にサインをした。その時に打っていた面子は竹下、妻、小渕恵三、川内康範である。
- 1942年11月10日、早稲田大学大隈講堂において、中野正剛は「天下一人を以て興る」という演題で2時間半にわたり東條英機を弾劾する大演説を行った。演説会場には憲兵隊が多数おり、演説を途中制止しようと計画していたが、中野正剛の雄弁と聴衆の興奮熱気はあまりにすさまじく、制止どころではなくなってしまった。当時、早稲田第一高等学院の学生であった竹下登は、この演説を聴いて感動し政治家の道を志している[55]。

## 評価
田中角栄 「（竹下を幹事長に推した若手議員に対し）ワシは、オメェらみたいに竹下を安っぽく使う気はない。大蔵大臣を何回もやってもらっているのは、将来、自民党を背負って立つ人物だからだ。国を束ねるのに、財布の中身を知ってねェでできやせん。幹事長は、それからだ。オメェらは、何も分かっていない。顔を洗って出直してこい。帰れッ」
鈴木宗男 「竹下登先生はよくとっちゃん坊やとか、人柄がいいとか言われますが、ただニコニコしてたわけではありません。なかなかしたたかな人で、だからこそ総理大臣にまでなれたのでしょう。『汗は自分でかきましょう。手柄は人に渡しましょう』とよく話し、それを実践した政治家でした。竹下先生は政治の妬み、僻み、やっかみが渦巻く世界で生き抜くためには、手柄を人に渡すことで、少しでもこのリスクを下げようとしたのでしょう。そのためには日頃から一生懸命汗を流し、人のために頑張っている姿を見せることで、いずれは必ず自分に返ってくるはずだと考えていたのでしょう。自分の手柄を人のために回すだけの腹が据わっていれば、政治家の中で存在感が増し、子分も増え、政治基盤の強化にもつながっていきます。私は竹下先生のこの生き様から、権力を取るためには並々ならぬ奥深さや忍耐を持って臨まなければならないという厳しさを学びました。竹下先生は周到に気を配り、貸しをつくり、敵をつくらない戦略と、根回しによって着実に政治家として上に登っていった、いわば人間関係の達人と言っていいでしょう」
中山正暉 「（郵政）大臣として首相官邸の総理執務室によく顔を出していたが、いろいろ話をし終わって退室しようとすると、竹下さんからこんな声がかかるんだ。『中山さん、だいぶ忙しいようだけど、体には気をつけてくださいよ』と。ちょっとした一言だけど、周りの閣僚経験者に聞いても、こんなことを言う総理の名は、一人も出てこなかった。巧まず、相手をホロッとさせる名人だった。仕事で成果を出しても、自己宣伝は一切なし。『汗は自分で、手柄は人に』の言葉を聞いたことがあるが、凄い人だった」

## 略歴

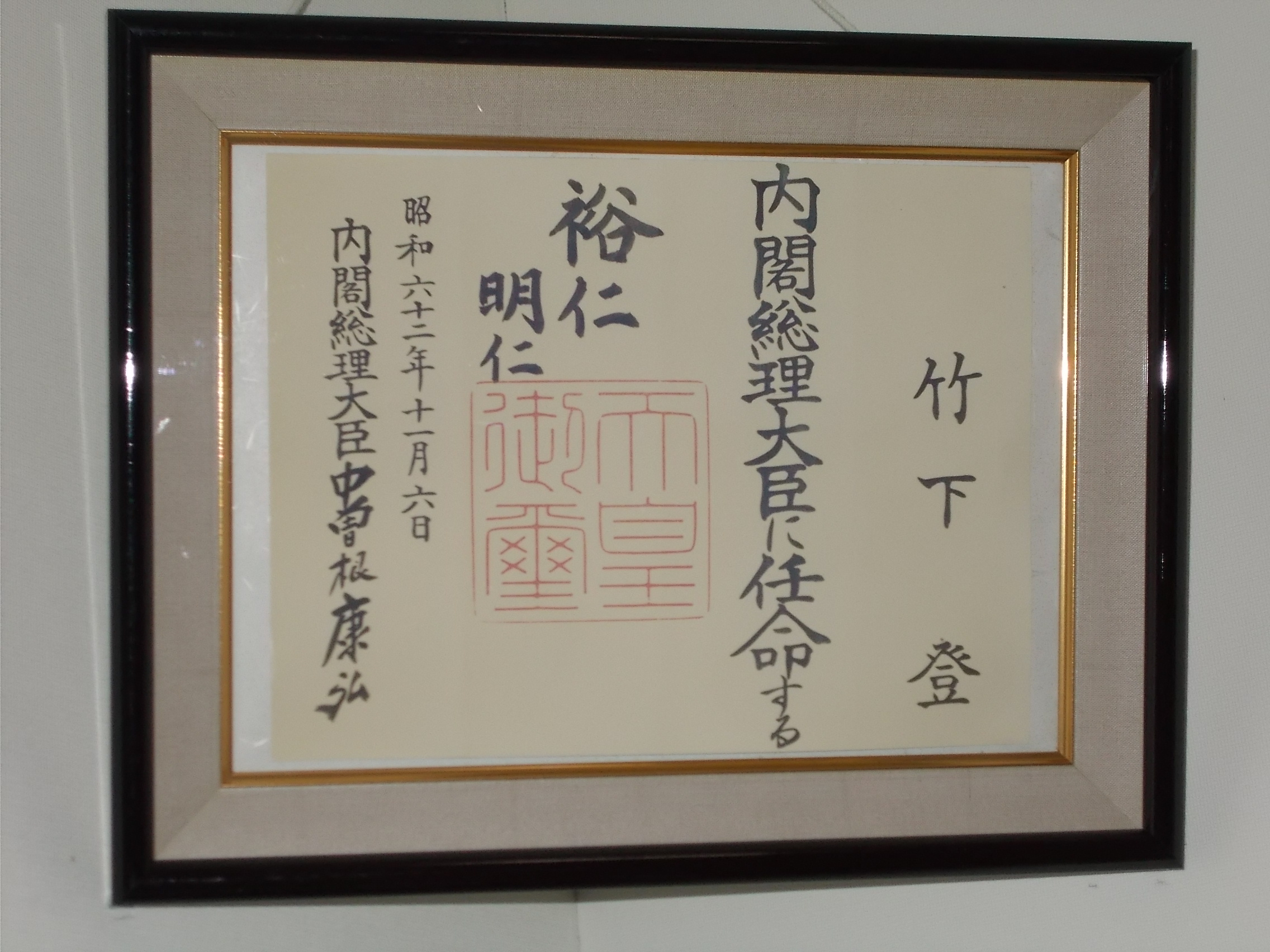
竹下の内閣総理大臣任命辞令。昭和天皇の病気療養による国事行為臨時代行に伴い、皇太子明仁親王による御名御璽となっている

- 1941年（昭和16年） - 島根県立松江中学校卒業
- 1942年（昭和17年） - 第一早稲田高等学院入学
- 1947年（昭和22年） - 早稲田大学商学部卒業
- 1951年（昭和26年） - 島根県議会議員選挙に初出馬して当選。
- 1958年（昭和33年） - 第28回衆議院議員総選挙に出馬し、島根全県区でトップ当選。
- 1964年（昭和39年） - 内閣官房副長官（第1次佐藤内閣、第1次佐藤第1次改造内閣、1966年7月まで）
- 1971年（昭和46年） - 内閣官房長官（第3次佐藤改造内閣、1972年7月まで）
- 1974年（昭和49年） - 内閣官房長官（第2次田中角栄第2次改造内閣、1974年12月まで）
- 1976年（昭和51年） - 建設大臣（三木内閣、1976年9月まで）
- 1978年（昭和53年） - 衆議院予算委員長（第87回国会）
- 1979年（昭和54年） - 大蔵大臣（第2次大平内閣、1980年7月まで）
- 1982年（昭和57年） - 大蔵大臣（第1次中曽根内閣、第2次中曽根内閣、第2次中曽根第1次改造内閣、第2次中曽根第2次改造内閣、1986年7月まで）
- 1985年（昭和60年） - プラザ合意
- 1986年（昭和61年） - 自由民主党幹事長（1987年10月まで）
- 1987年（昭和62年）
  - 7月4日 - 経世会（竹下派）旗揚げ
  - 11月6日 - 第74代内閣総理大臣となる（1989年6月3日まで）
- 1988年（昭和63年） - 大蔵大臣（竹下内閣、1988年12月まで）
- 1989年（平成元年） - 6月3日 内閣総辞職
- 1992年（平成4年） - 経世会分裂、のちに平成研究会（小渕派）に変更。
- 1999年（平成11年） - 4月、変形性脊椎症のため長期入院。
- 2000年（平成12年）
  - 5月1日 - 入院中の病院より政界引退を表明。
  - 6月19日 - 呼吸不全のため北里研究所病院にて死去。墓所は島根県雲南市掛合町掛合の竹下家墓地。

### 受賞歴
- 1994年（平成6年）8月23日 - 中国人民大学より名誉博士号を授与された。

## 栄典
- 2000年（平成12年）6月20日 - 正二位
- 2000年（平成12年）6月20日 - 大勲位菊花大綬章

## 家族・親族

### 竹下家

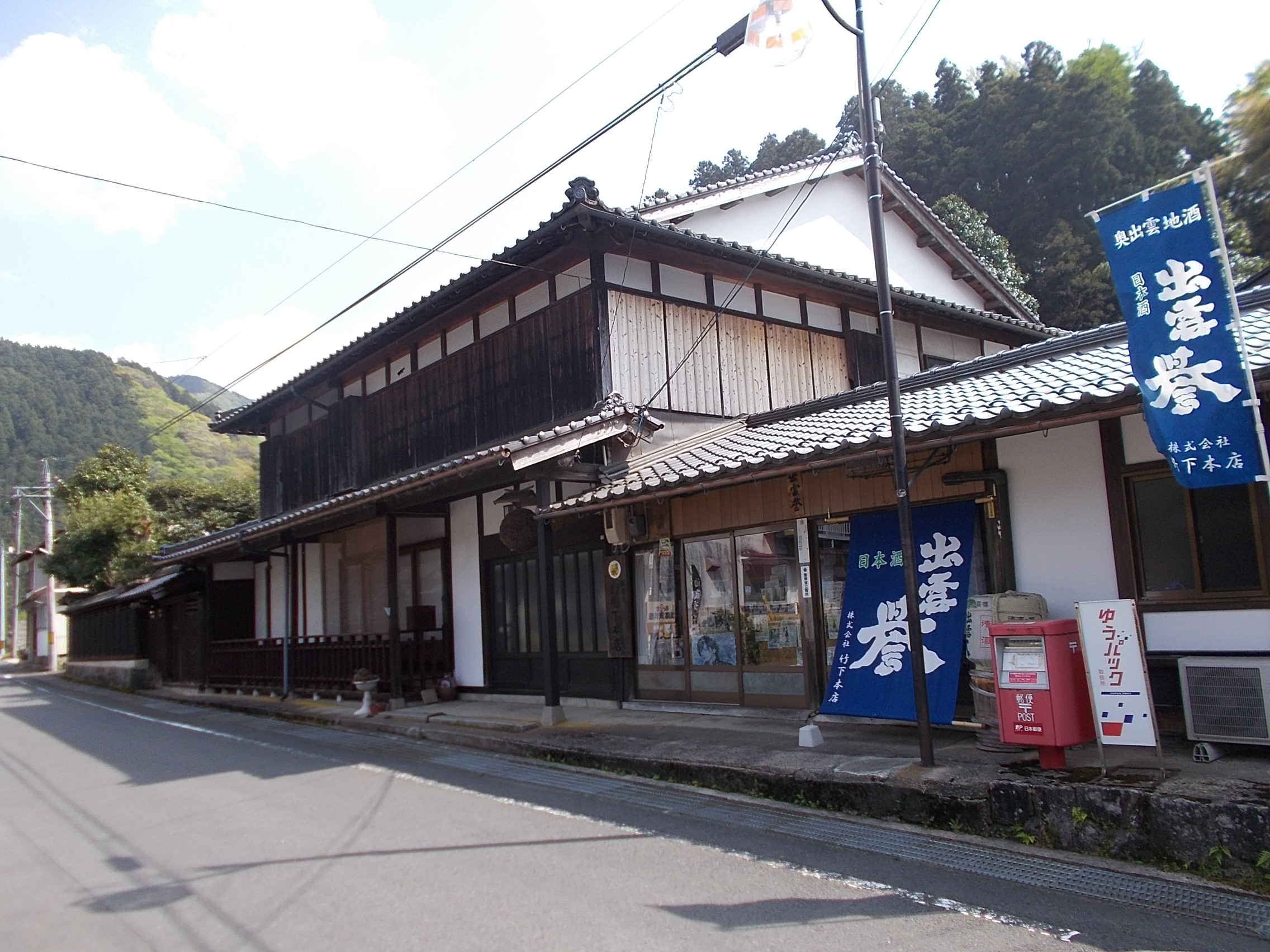
竹下本店、島根県雲南市掛合町

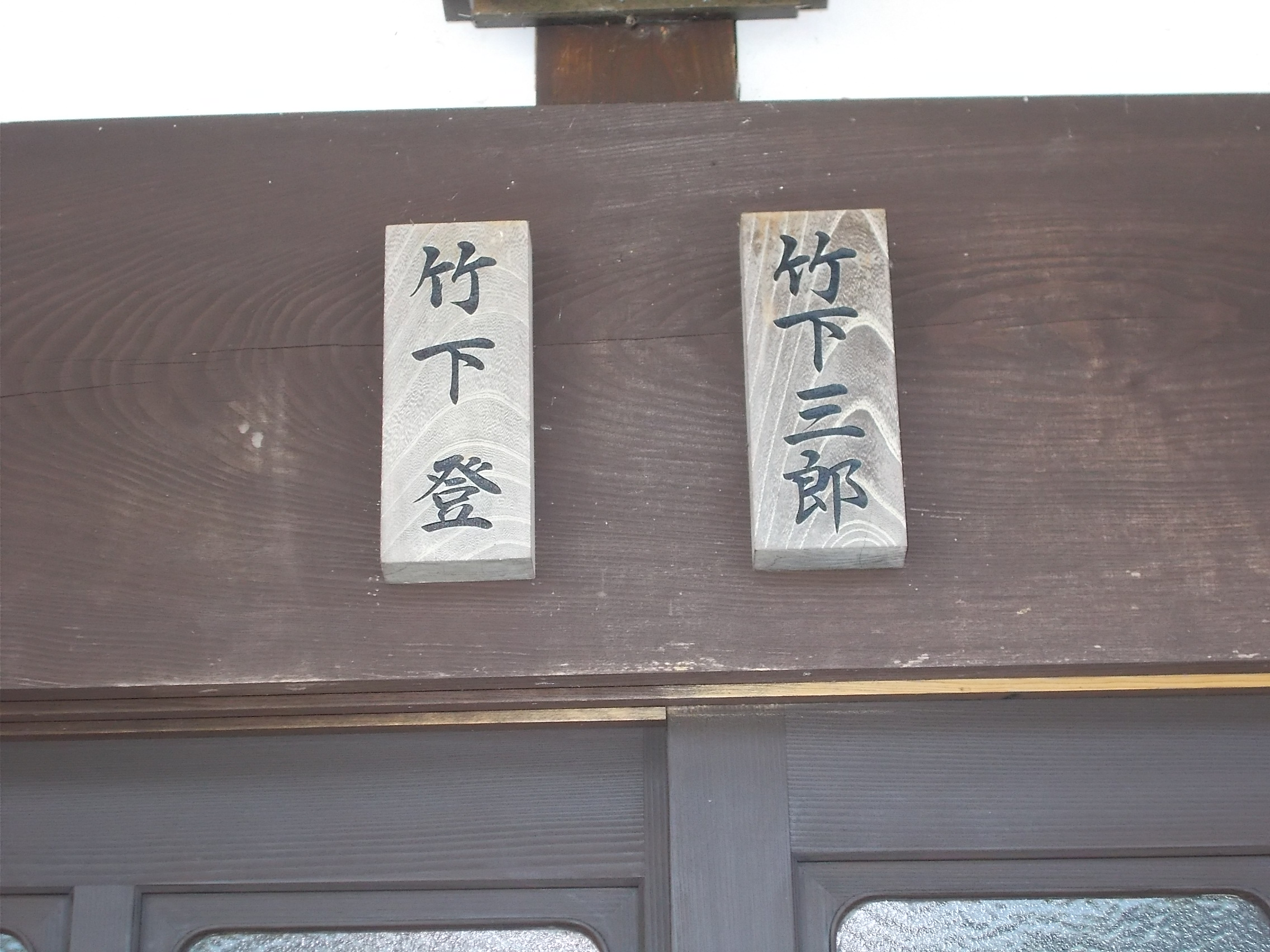
12代、13代当主の表札が並ぶ玄関

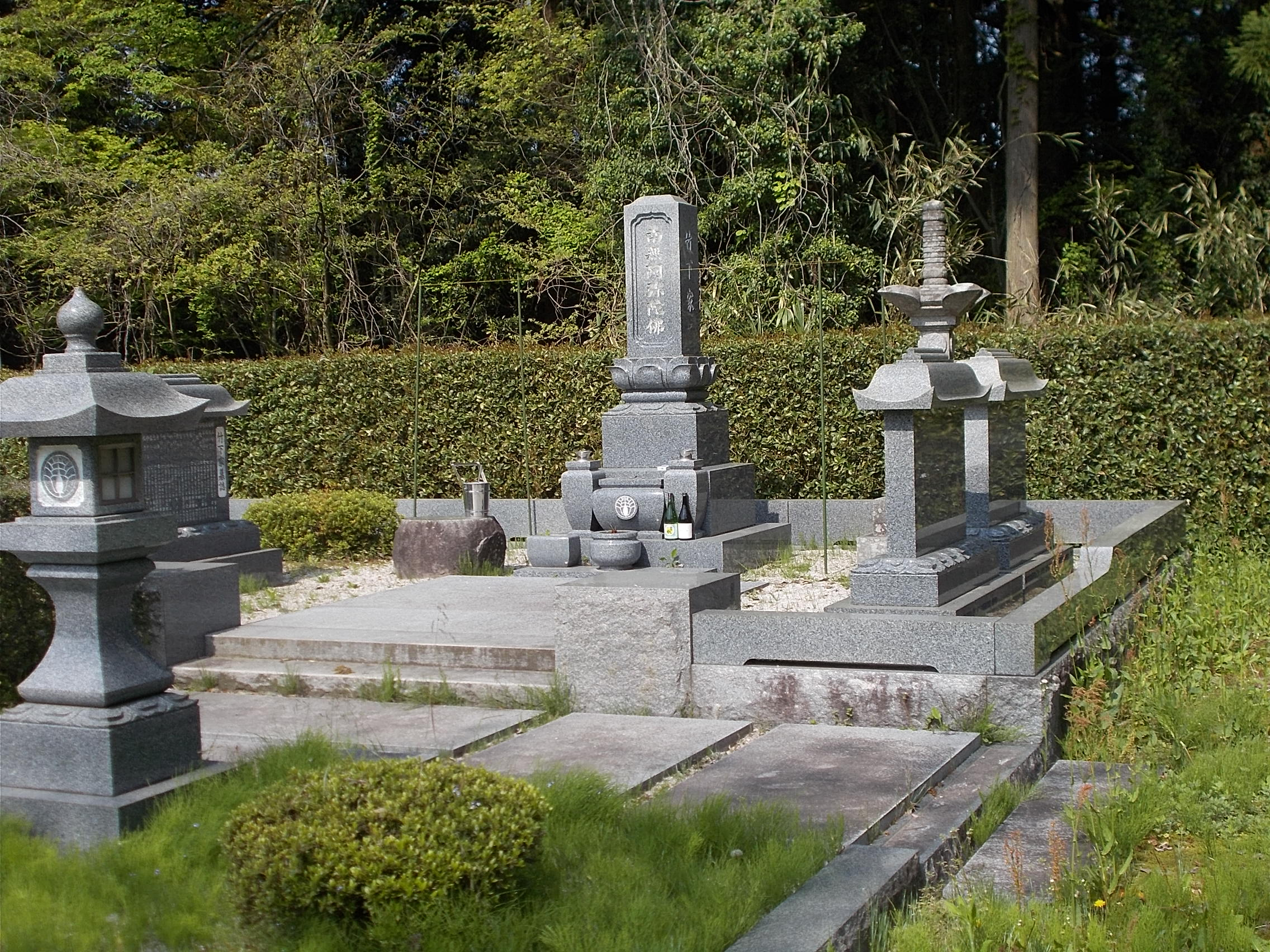
竹下家墓地、専正寺境内

江戸時代、竹下家は山林大地主田部家傘下で庄屋（現在の村長）を務めた関係から、慶応2年（1866年）酒造りの権利である「酒座」を同家から譲り受けた。日本三大山林王としての田部家の財力は、島根を支配するとまで称されていた。
戦前の竹下家は「田部家の“中番頭”」ではあったものの、掛合地区では圧倒的な権勢を誇っていた。戦後の農地解放で、竹下家が手放した農地と山林は、『掛合町誌』によれば合計約569反（170700坪）に上っており、これは、掛合地区で3番目に多く農地と山林を手放した地主であった。竹下家の菩提寺は島根県雲南市掛合町の浄土真宗本願寺派日倉山専正寺。酒造業として雲南市掛合町掛合で竹下本店を営んだ。1976年、登の弟の竹下三郎が社長になり事業を継承したが、2022年に後継者不足などを理由に他社に事業を譲渡した。
祖父 - 儀造（島根県多額納税者、工業）
祖父・儀造は島根県人竹下荘太郎の三男にして明治10年（1877年）10月を以て生れ後ち先代竹下儀造の養子となる。第二十八区掛合村戸長を長く務め明治22年（1889年）から大正14年（1925年）まで掛合村の村会議員だった。
父 - 勇造（酒造業、政治家・元島根県議会議員）
明治33年（1900年）6月生 - 昭和59年（1984年）3月没。島根県出雲市今市町出身。武永貞一（武永明文舎印刷工場経営主）の弟、竹下儀造の養子。婿養子であったが家業にはほとんど関わらず（酒屋の当主にも拘わらず、下戸であった）、政治談議に昂じていた。戦時中は県議を務め、登の政界進出のためにも根回しを行っていた。また、恰幅もよく女にもてたが、これが政江を巡る悲劇、登との確執につながってゆく。
実母 - 唯子（1904年 - 1945年）
「たいへん進歩的な人だったようで、当時、松江中学の教師をしていたマルキストの福本和夫の影響を強く受け、先祖代々つたわっていた"日の出正宗"という酒の名前を"大衆"という名に変えてしまい、二級酒しか造らせなかったという人である。"人のために生きろ"というのが口癖で、竹下もその薫陶を受けて育った。幼少の頃から政治的環境にあったというべきだろう」と評されている。
継母 - 恕子（ひろこ、旧姓木村）
最初の夫は陸軍軍医中尉だったが、ノモンハン事件で戦死した。
異母弟 - 亘
慶應義塾大学経済学部卒業。NHK記者から登の秘書となり、登の引退後、地盤を継ぎ政治家となった。昭和21年（1946年）11月生 - 令和3年（2021年）9月没。息子が二人いる。
異母弟 - 三郎
早稲田大学卒業後、山陰中央テレビに勤務する傍ら、政治家に転身した兄2人に代わり家業を継いだ。株式会社「竹下本店」代表取締役社長。息子が二人いる。
異母妹 - 栄
医師に嫁いだ。
前妻 - 政江
旧姓竹内、1925年 - 1945年。登の親友の妹。学生結婚するが、召集中に自死。
後妻 - 直子
島根県、銀行員遠藤捨次郎の娘。大正15年（1926年）9月生 - 平成22年（2010年）9月没。遠藤家は竹下家の縁戚（竹下の父・勇造の兄と直子の母・周子の姉が夫婦）であり、両家で交流があった。
長男 - 力道
りきみち、力道山に因んで命名、1954年夭逝。
長女 - 一子
1946年生まれ、山梨県、政治家金丸信の長男金丸康信の妻、共立女子短期大学卒業。結婚について、神一行 (2002, p. 191)によれば、「この結婚話を持ってきたのは佐藤栄作夫人の寛子だった。康信が早稲田大学政治経済学部を卒業後、NHKの放送記者をしているころだ。一度の見合いで話は即座に決まった。」という。晩年の金丸信の介護を献身的に務めていた。2007年現在は山梨県南アルプス市の特別養護老人ホーム「白根聖明園」の施設長を務める。
次女 - まる子
1948年生まれ、慶應義塾大学文学部卒業、毎日新聞政治部記者をへて竹下の秘書をつとめた内藤武宣の妻。
三女 - 公子
1955年生まれ、慶應義塾大学文学部卒業、竹中工務店創業者一族で同グループ内のTKリアルティ専務取締役に就いた竹中祐二の妻、ゴルフグッズなどの販売会社「株式会社たけみ会」代表取締役。
孫
次女まる子の娘にあたる漫画家の影木栄貴と、その弟でミュージシャンのDAIGO（内藤大湖、BREAKERZ）は孫であり、その妻は女優の北川景子。竹下の初孫にあたる長女一子の娘はかつて「幽木遊貴」のPNで従妹の影木と同人誌活動をおこなっていた。ほかに一般人の孫（男子）が2名。

### 親戚
おなじ島根県出身の加藤辨三郎（元協和発酵会長）は遠縁にあたり、「おじさん」「登」と呼びあっていたという。

### 略系図
|            |            |            |            |            |            |  |  |                    |          |          |          |          |          |  |  | 杉山寧   | 杉山寧   | 杉山寧   | 杉山寧   | 杉山寧   | 杉山寧   |  |  | 瑤子                   | 瑤子                   | 瑤子                   | 瑤子                   | 瑤子                   | 瑤子                   |  |  | 紀子              | 紀子              | 紀子              | 紀子              | 紀子              | 紀子              |
|            |            |            |            |            |            |  |  |                    |          |          |          |          |          |  |  | 杉山寧   | 杉山寧   | 杉山寧   | 杉山寧   | 杉山寧   | 杉山寧   |  |  | 瑤子                   | 瑤子                   | 瑤子                   | 瑤子                   | 瑤子                   | 瑤子                   |  |  | 紀子              | 紀子              | 紀子              | 紀子              | 紀子              | 紀子              |
|            |            |            |            |            |            |  |  | 平岡定太郎         |          |          |          |          |          |  |  |          |          |          |          |          |          |  |  |                        |                        |                        |                        |                        |                        |  |  |                   |                   |                   |                   |                   |                   |
|            |            |            |            |            |            |  |  |                    |          |          |          |          |          |  |  |          |          |          |          |          |          |  |  |                        |                        |                        |                        |                        |                        |  |  |                   |                   |                   |                   |                   |                   |
|            |            |            |            |            |            |  |  |                    |          |          |          |          |          |  |  | 平岡梓   | 平岡梓   | 平岡梓   | 平岡梓   | 平岡梓   | 平岡梓   |  |  | 平岡公威（三島由紀夫） | 平岡公威（三島由紀夫） | 平岡公威（三島由紀夫） | 平岡公威（三島由紀夫） | 平岡公威（三島由紀夫） | 平岡公威（三島由紀夫） |  |  | 平岡威一郎        | 平岡威一郎        | 平岡威一郎        | 平岡威一郎        | 平岡威一郎        | 平岡威一郎        |
|            |            |            |            |            |            |  |  |                    |          |          |          |          |          |  |  | 平岡梓   | 平岡梓   | 平岡梓   | 平岡梓   | 平岡梓   | 平岡梓   |  |  | 平岡公威（三島由紀夫） | 平岡公威（三島由紀夫） | 平岡公威（三島由紀夫） | 平岡公威（三島由紀夫） | 平岡公威（三島由紀夫） | 平岡公威（三島由紀夫） |  |  | 平岡威一郎        | 平岡威一郎        | 平岡威一郎        | 平岡威一郎        | 平岡威一郎        | 平岡威一郎        |
| 永井岩之丞 | 永井岩之丞 | 永井岩之丞 | 永井岩之丞 | 永井岩之丞 | 永井岩之丞 |  |  | なつ               | なつ     | なつ     | なつ     | なつ     | なつ     |  |  |          |          |          |          |          |          |  |  | 美津子                 | 美津子                 | 美津子                 | 美津子                 | 美津子                 | 美津子                 |  |  |                   |                   |                   |                   |                   |                   |
| 永井岩之丞 | 永井岩之丞 | 永井岩之丞 | 永井岩之丞 | 永井岩之丞 | 永井岩之丞 |  |  | なつ               | なつ     | なつ     | なつ     | なつ     | なつ     |  |  |          |          |          |          |          |          |  |  | 美津子                 | 美津子                 | 美津子                 | 美津子                 | 美津子                 | 美津子                 |  |  |                   |                   |                   |                   |                   |                   |
|            |            |            |            |            |            |  |  | 橋健三             | 橋健三   | 橋健三   | 橋健三   | 橋健三   | 橋健三   |  |  | 倭文重   | 倭文重   | 倭文重   | 倭文重   | 倭文重   | 倭文重   |  |  | 平岡千之               | 平岡千之               | 平岡千之               | 平岡千之               | 平岡千之               | 平岡千之               |  |  |                   |                   |                   |                   |                   |                   |
|            |            |            |            |            |            |  |  | 橋健三             | 橋健三   | 橋健三   | 橋健三   | 橋健三   | 橋健三   |  |  | 倭文重   | 倭文重   | 倭文重   | 倭文重   | 倭文重   | 倭文重   |  |  | 平岡千之               | 平岡千之               | 平岡千之               | 平岡千之               | 平岡千之               | 平岡千之               |  |  |                   |                   |                   |                   |                   |                   |
|            |            |            |            |            |            |  |  |                    |          |          |          |          |          |  |  |          |          |          |          |          |          |  |  |                        |                        |                        |                        |                        |                        |  |  |                   |                   |                   |                   |                   |                   |
|            |            |            |            |            |            |  |  | 近藤三郎           | 近藤三郎 | 近藤三郎 | 近藤三郎 | 近藤三郎 | 近藤三郎 |  |  | 近藤晋一 | 近藤晋一 | 近藤晋一 | 近藤晋一 | 近藤晋一 | 近藤晋一 |  |  | 夏美                   | 夏美                   | 夏美                   | 夏美                   | 夏美                   | 夏美                   |  |  |                   |                   |                   |                   |                   |                   |
|            |            |            |            |            |            |  |  | 近藤三郎           | 近藤三郎 | 近藤三郎 | 近藤三郎 | 近藤三郎 | 近藤三郎 |  |  | 近藤晋一 | 近藤晋一 | 近藤晋一 | 近藤晋一 | 近藤晋一 | 近藤晋一 |  |  | 夏美                   | 夏美                   | 夏美                   | 夏美                   | 夏美                   | 夏美                   |  |  |                   |                   |                   |                   |                   |                   |
|            |            |            |            |            |            |  |  |                    |          |          |          |          |          |  |  |          |          |          |          |          |          |  |  |                        |                        |                        |                        |                        |                        |  |  |                   |                   |                   |                   |                   |                   |
|            |            |            |            |            |            |  |  |                    |          |          |          |          |          |  |  |          |          |          |          |          |          |  |  |                        |                        |                        |                        |                        |                        |  |  |                   |                   |                   |                   |                   |                   |
|            |            |            |            |            |            |  |  |                    |          |          |          |          |          |  |  | 寿美     | 寿美     | 寿美     | 寿美     | 寿美     | 寿美     |  |  | 久美                   | 久美                   | 久美                   | 久美                   | 久美                   | 久美                   |  |  |                   |                   |                   |                   |                   |                   |
|            |            |            |            |            |            |  |  |                    |          |          |          |          |          |  |  | 寿美     | 寿美     | 寿美     | 寿美     | 寿美     | 寿美     |  |  | 久美                   | 久美                   | 久美                   | 久美                   | 久美                   | 久美                   |  |  |                   |                   |                   |                   |                   |                   |
|            |            |            |            |            |            |  |  |                    |          |          |          |          |          |  |  |          |          |          |          |          |          |  |  |                        |                        |                        |                        |                        |                        |  |  |                   |                   |                   |                   |                   |                   |
|            |            |            |            |            |            |  |  |                    |          |          |          |          |          |  |  |          |          |          |          |          |          |  |  | 斎木俊男               |                        |                        |                        |                        |                        |  |  |                   |                   |                   |                   |                   |                   |
|            |            |            |            |            |            |  |  | 14代目竹中藤右衛門 |          |          |          |          |          |  |  |          |          |          |          |          |          |  |  |                        |                        |                        |                        |                        |                        |  |  |                   |                   |                   |                   |                   |                   |
|            |            |            |            |            |            |  |  |                    |          |          |          |          |          |  |  |          |          |          |          |          |          |  |  |                        |                        |                        |                        |                        |                        |  |  |                   |                   |                   |                   |                   |                   |
|            |            |            |            |            |            |  |  |                    |          |          |          |          |          |  |  | 竹中宏平 | 竹中宏平 | 竹中宏平 | 竹中宏平 | 竹中宏平 | 竹中宏平 |  |  | 竹中祐二               | 竹中祐二               | 竹中祐二               | 竹中祐二               | 竹中祐二               | 竹中祐二               |  |  |                   |                   |                   |                   |                   |                   |
|            |            |            |            |            |            |  |  |                    |          |          |          |          |          |  |  | 竹中宏平 | 竹中宏平 | 竹中宏平 | 竹中宏平 | 竹中宏平 | 竹中宏平 |  |  | 竹中祐二               | 竹中祐二               | 竹中祐二               | 竹中祐二               | 竹中祐二               | 竹中祐二               |  |  |                   |                   |                   |                   |                   |                   |
|            |            |            |            |            |            |  |  |                    |          |          |          |          |          |  |  |          |          |          |          |          |          |  |  |                        |                        |                        |                        |                        |                        |  |  |                   |                   |                   |                   |                   |                   |
|            |            |            |            |            |            |  |  |                    |          |          |          |          |          |  |  | 竹中錬一 | 竹中錬一 | 竹中錬一 | 竹中錬一 | 竹中錬一 | 竹中錬一 |  |  | 公子                   | 公子                   | 公子                   | 公子                   | 公子                   | 公子                   |  |  |                   |                   |                   |                   |                   |                   |
|            |            |            |            |            |            |  |  |                    |          |          |          |          |          |  |  | 竹中錬一 | 竹中錬一 | 竹中錬一 | 竹中錬一 | 竹中錬一 | 竹中錬一 |  |  | 公子                   | 公子                   | 公子                   | 公子                   | 公子                   | 公子                   |  |  |                   |                   |                   |                   |                   |                   |
|            |            |            |            |            |            |  |  |                    |          |          |          |          |          |  |  |          |          |          |          |          |          |  |  |                        |                        |                        |                        |                        |                        |  |  |                   |                   |                   |                   |                   |                   |
|            |            |            |            |            |            |  |  | 米内光政           | 米内光政 | 米内光政 | 米内光政 | 米内光政 | 米内光政 |  |  | 和子     | 和子     | 和子     | 和子     | 和子     | 和子     |  |  | まる子                 | まる子                 | まる子                 | まる子                 | まる子                 | まる子                 |  |  | 栄子（影木栄貴）  | 栄子（影木栄貴）  | 栄子（影木栄貴）  | 栄子（影木栄貴）  | 栄子（影木栄貴）  | 栄子（影木栄貴）  |
|            |            |            |            |            |            |  |  | 米内光政           | 米内光政 | 米内光政 | 米内光政 | 米内光政 | 米内光政 |  |  | 和子     | 和子     | 和子     | 和子     | 和子     | 和子     |  |  | まる子                 | まる子                 | まる子                 | まる子                 | まる子                 | まる子                 |  |  | 栄子（影木栄貴）  | 栄子（影木栄貴）  | 栄子（影木栄貴）  | 栄子（影木栄貴）  | 栄子（影木栄貴）  | 栄子（影木栄貴）  |
|            |            |            |            |            |            |  |  |                    |          |          |          |          |          |  |  |          |          |          |          |          |          |  |  |                        |                        |                        |                        |                        |                        |  |  |                   |                   |                   |                   |                   |                   |
|            |            |            |            |            |            |  |  |                    |          |          |          |          |          |  |  |          |          |          |          |          |          |  |  |                        |                        |                        |                        |                        |                        |  |  |                   |                   |                   |                   |                   |                   |
|            |            |            |            |            |            |  |  |                    |          |          |          |          |          |  |  | 竹下登   | 竹下登   | 竹下登   | 竹下登   | 竹下登   | 竹下登   |  |  | 内藤武宣               | 内藤武宣               | 内藤武宣               | 内藤武宣               | 内藤武宣               | 内藤武宣               |  |  | 内藤大湖（DAIGO） | 内藤大湖（DAIGO） | 内藤大湖（DAIGO） | 内藤大湖（DAIGO） | 内藤大湖（DAIGO） | 内藤大湖（DAIGO） |
|            |            |            |            |            |            |  |  |                    |          |          |          |          |          |  |  | 竹下登   | 竹下登   | 竹下登   | 竹下登   | 竹下登   | 竹下登   |  |  | 内藤武宣               | 内藤武宣               | 内藤武宣               | 内藤武宣               | 内藤武宣               | 内藤武宣               |  |  | 内藤大湖（DAIGO） | 内藤大湖（DAIGO） | 内藤大湖（DAIGO） | 内藤大湖（DAIGO） | 内藤大湖（DAIGO） | 内藤大湖（DAIGO） |
|            |            |            |            |            |            |  |  |                    |          |          |          |          |          |  |  |          |          |          |          |          |          |  |  |                        |                        |                        |                        |                        |                        |  |  |                   |                   |                   |                   |                   |                   |
|            |            |            |            |            |            |  |  |                    |          |          |          |          |          |  |  |          |          |          |          |          |          |  |  | 一子                   |                        |                        |                        |                        |                        |  |  |                   |                   |                   |                   |                   |                   |
|            |            |            |            |            |            |  |  |                    |          |          |          |          |          |  |  |          |          |          |          |          |          |  |  |                        |                        |                        |                        |                        |                        |  |  |                   |                   |                   |                   |                   |                   |
|            |            |            |            |            |            |  |  |                    |          |          |          |          |          |  |  |          |          |          |          |          |          |  |  |                        |                        |                        |                        |                        |                        |  |  |                   |                   |                   |                   |                   |                   |
|            |            |            |            |            |            |  |  |                    |          |          |          |          |          |  |  | 金丸信   | 金丸信   | 金丸信   | 金丸信   | 金丸信   | 金丸信   |  |  | 金丸康信               | 金丸康信               | 金丸康信               | 金丸康信               | 金丸康信               | 金丸康信               |  |  |                   |                   |                   |                   |                   |                   |
|            |            |            |            |            |            |  |  |                    |          |          |          |          |          |  |  | 金丸信   | 金丸信   | 金丸信   | 金丸信   | 金丸信   | 金丸信   |  |  | 金丸康信               | 金丸康信               | 金丸康信               | 金丸康信               | 金丸康信               | 金丸康信               |  |  |                   |                   |                   |                   |                   |                   |

## 語録
- 「汗は自分でかきましょう、手柄は人にあげましょう」
- 「組織しつつ選挙し、選挙しつつ組織する」（選挙学の要諦を表す標語）
- 「辛抱、辛抱、永久辛抱」
- 「歌手1年、総理2年の使い捨て」
- 「一内閣一仕事」
- 「円登り、竹下下る」
- 「我が道を行く」（生家の清酒の銘柄にもなっている）
- 「参議院を笑う者は参議院に泣く」

## 著書
- 『素晴らしい国・日本 : 私の「ふるさと創生論」』講談社、1987年11月5日。ISBN 406203719X。
- 『証言・保守政権』読売新聞社、1991年11月、ISBN 4643911085
- 『竹下登 平成経済ゼミナール—数字で見る戦後の日本』日経BP出版センター、1995年12月、ISBN 4822740390
- 『政治とは何か—竹下登回顧録』[71]講談社、2001年1月、ISBN 4062105020